# Biblioom
Het biblioom (Engels: bibliome) is het geheel aan biologische teksten gepubliceerd in onderzoeksartikels. Het biblioom kan gebruikt worden om textmining-algoritmen toe te passen. Analoog met andere "-omica"-onderzoeksgebieden zoals genomica en proteomica, staat de term bibliomica voor de bio-informatica studie van het biblioom.